# Der Tangospieler
Der Tangospieler ist eine Erzählung von Christoph Hein aus dem Jahr 1989. Die Buchpremiere fand am 18. Mai 1989 im damaligen Berliner Buchladen „Internationales Buch“ in der Spandauer Straße statt.
Nach Verbüßung einer 21-monatigen Haftstrafe im Februar 1968 aus dem Gefängnis entlassen, findet Dr. Hans-Peter Dallow seinen alten Arbeitsplatz, eine Dozentur für Neuere Geschichte am Historischen Institut der Universität Leipzig, besetzt. In seinem Wohnort Leipzig bemüht sich der 36-jährige Historiker vergeblich um Beschäftigung als Kraftfahrer. Ein Ereignis weltgeschichtlichen Ausmaßes – an dem der politisch sehr zurückhaltende Dallow gänzlich unbeteiligt ist – kommt dem inzwischen auf Hiddensee kellnernden Wissenschaftler unverhofft zu Hilfe. Im Fahrwasser des Prager Frühlings wird dem Spezialisten für das Fach ‚Anfänge der Arbeiterbewegung im 19. Jahrhundert‘ am 4. September 1968 seine alte Dozentenstelle wieder angeboten. Dallow nimmt triumphierend an.

## Inhalt
Nach der Haft kehrt Dallow in seine verstaubte Leipziger Wohnung zurück. Rita, die Frau an seiner Seite, hatte sich bereits zu Haftbeginn von ihm getrennt. Dallow hält es daheim nicht aus, sucht bald ein Café in der Innenstadt auf und gerät an einen Dr. Berger. Das ist ausgerechnet der Richter, der Dallow verurteilt hatte. Dr. Berger befindet sich auch noch in Begleitung von Dallows Verteidiger, Herrn Kiewer. Gäste reden laut über Dubček und Prag. Eigentlich will Dallow seinen Freund, den Kellner Harry, begrüßen.
Dallow begleitet nach einem seiner zahlreichen weiteren Gaststättenbesuche die 27-jährige geschiedene Elke Schütte nach Hause. Die allein erziehende Mutter der kleinen Cornelia, eines Mädchens im Vorschulalter, wohnt beengt und ist in einer Buchhandlung beschäftigt. Dallow schläft mit Elke. Am Institut hat inzwischen Jürgen Roessler Dallows Dozentenstelle eingenommen. Dallow muss einsehen, er als ehemaliger Krimineller wäre doch als Lehrer vor Studenten fehl am Platze. Dallow will unbedingt mit seiner ehemaligen Studentin Sylvia, jetzt Seminarleiterin, schlafen. Die schöne junge Frau mag nicht.
Über die ganze Erzählung hinweg wird Dallow immer einmal von zwei dubiosen, korrekt auftretenden Herren belästigt. Herr Schulze und Herr Müller wollen dem Arbeit suchenden ehemaligen Häftling nur helfen. Beschäftigung – sogar im alten Institut – wird in Aussicht gestellt. Eine winzige Gegenleistung für die angenommene Hilfe wird allerdings erbeten: „lediglich ein paar Fakten“. Dallow bleibt trotz Drohung standhaft. Er lehnt jedes Mal ab. Als sich Herr Schulze und Herr Müller ausweisen, schaut Dallow zum Fenster hinaus. Der Leser erfährt an keiner Stelle, wen er vor sich hat. Allerdings bekommt Dallow bald nach dem ersten Besuch der beiden Herren einmal in der Leipziger City als Kraftfahrer kleinliche Polizeiwillkür zu spüren.
Dallow besucht eine Bar nach der anderen und wechselt die Frauen wie die Hemden. Jeweils eine Nacht pro neue Frau muss genügen. Der Frauenheld scheut ein festes Verhältnis. Mit seinem alten Auto besucht Dallow die Eltern und die verheiratete Schwester. Diese leben auf dem Lande irgendwo zwischen Leipzig und der Ostsee. Die Sorge der alten Eltern gilt der künftigen beruflichen Tätigkeit des Sohnes. Arbeit ist genug da. Dallow soll den Hof übernehmen. Der promovierte Historiker lehnt ab. Er berichtet den Eltern seine „Dummheit“. Dallow hatte sich einem Leipziger Studenten-Kabarett für eine einzige Aufführung kurzfristig zur Verfügung gestellt. Das war eine Premiere gewesen. Ein gewisser Kreie, der Mann am Klavier, war ausgefallen. Während Dallow also einen Tango spielte, ließ sich dieser Kreie im Krankenhaus operieren. Für den Tango Adiós muchachos – in dessen umgedichtetem Text führende Politiker verächtlich gemacht worden seien – waren alle Laienschauspieler und auch der Herr Dozent am Klavier für reichlich anderthalb Jahre eingesperrt worden. Damals war Dallow nach dem Pianosolo aus seiner Partei und aus dem Institut ausgestoßen worden.
Von dem Besuch der Eltern wieder nach Leipzig zurückgekehrt, gibt Dallow die Arbeitssuche auf und schlägt Elke vor, in seine geräumigere Wohnung einzuziehen. Die Frau lehnt ab. Zwar will Elke diesen Mann, doch zuvor soll er sein „Problem lösen“. Herr Schulze und Herr Müller lassen nicht locker. Dallow soll sich weiter um eine Arbeitsstelle bemühen. Seine Kenntnisse der Geschichte der ČSSR würden gebraucht werden. Der Historiker will nicht. Er sei kein Historiker, so kontert er, sondern Tangospieler. Im Knast habe er zudem in der Wäscherei gewirkt. Mit seinen Nerven steht es nicht zum Besten. Zum Beispiel verfolgt er seinen Richter quer durch Leipzig. Dallow will als neuer Michael Kohlhaas rehabilitiert werden. Er verkraftet nicht, dass sich Dr. Berger und Herr Kiewer 1968 in einer Kabarett-Aufführung lachend den Tango angehört haben, für den er 1966 ins Gefängnis gegangen war. Dr. Berger hält Dallow für wahnsinnig. Auf Betreiben des Richters bekommt Dallow von Roessler eine Stelle als Oberassistent mit Aussicht auf eine Dozentur angeboten. Natürlich müsste Dallow seine Wiederaufnahme in die Partei beantragen. Dallow lehnt ab. Dr. Berger besteht auf einem Arbeitsverhältnis. Dallow fügt sich. Harry hilft; er lernt den Freund im Schnellverfahren als Kellner an und empfiehlt ihn als Saisonkellner in der Gaststätte „Klausner“ auf Hiddensee. Der verhinderte Dozent verdient dort an der See, in seinem alten schwarzen Hochzeitsanzug kostümiert auftretend, mehr als in seinem erlernten Beruf.
Den Einmarsch der Truppen der Warschauer-Pakt-Staaten in Prag kommentiert Roessler vor seinen Studenten mit falschem Zungenschlag und ist am längsten Dozent gewesen. Sylvia reist in Hiddensee an und macht Dallow das ganz oben genannte Angebot.

## Zitat
- Dallow möchte alle möglichen Leute glauben machen, er habe von nichts gewusst.[8] Vergeblich fordert er Rehabilitation: „Ich war nur der Pianist.“[9]

## Form
Lesevergnügen wird von Hein garantiert. Die Lektüre erscheint durchweg als simpel strukturiert und kurzweilig. So kommt der Leser auf seine Kosten. Harry witzelt, der Freund sei wegen seines jämmerlichen Klavierspiels im Knast gelandet. Dallows Bettgeschichten werden ausgemalt. Zum Beispiel die Verrenkungen beim Geschlechtsakt mit Elke Schütte sind zirkusreif und Dallows Auswahl beinahe minderjähriger Sexualpartnerinnen en masse während seines Arbeitsverhältnisses als Kellner auf Hiddensee erregen Aufsehen beim Gaststättenpersonal. Oder auch diese Nervensache. Gemeint ist die Geschichte mit Dallows steifen, kalten, wie gelähmten Fingern bei Aufregung. Das Leiden tritt sporadisch auf – unter anderem, als er während der Entlassung aus der Haft unterschreiben muss, als er seinen Richter Dr. Berger auf der Leipziger Parkbank „verwirrt und unschlüssig“ würgt und als auf Hiddensee seine Nachtruhe empfindlich gestört wird.

## Interpretation
Dallow erscheint sowohl als Held als auch als Feigling; kurz gesagt – als Mensch. Einerseits wehrt der Protagonist heroisch alle Attacken der Herren Schulze und Müller ab. Andererseits ist er Elke Schütte menschlich überhaupt nicht gewachsen. Die Frau durchschaut seinen Egoismus  und gibt nicht klein bei.
Auf eine Unbedachtheit hin ist Dallow ins Gefängnis gekommen. Er begreift nicht, weshalb die Strafe so hoch ausfiel.
Der Text erscheint als psychologisch ausbalanciert. Dallows Reaktionen auf die Umwelt in der Zeit nach dem Gefängnis sind allesamt glaubhaft. Das betrifft sogar den eigentlich seltenen Ausbruch von Emotionen: Als der alte Vater, ein Bauer, sich für den Sohn, der gesessen hat, schämt, gibt Dallow beispielsweise zurück, die Eltern seien an allem schuld. Denn sie hätten ihn ja, als er ein Kind noch war, über sage und schreibe vier Jahre hinweg in die Stadt zur Klavierstunde geschickt.

## Rezeption
Im Buch wird nach Friedrich Dieckmann die Geschichte eines gestrauchelten Mannes erzählt, der keine Hilfe annimmt.
Bei Barner heißt es, mit Dallow werde dem Leser keine Identifikationsfigur präsentiert. Im Gegenteil – Hein habe erfolgreich an der Heldendemontage gearbeitet. Das Einzige, das der Lebenskünstler Dallow tue – er sage immerzu Nein. Dann werde er wie von selbst wieder Dozent. Die Macht, die seine Existenz zerstörte, baue ihn hernach wieder auf. Dallow verzweifele am abrupten Wandel des staatlichen Rechtsbegriffs: 1968 darf der umgedichtete Tangotext auf einmal öffentlich vorgetragen werden.
Die unheldische Komponente – hier das Desinteresse Dallows am Sozialen – als innersten Wesenszug des Buches hebt Hirdina hervor. Gerade mit jenem zur Schau gestellten Verhaltensmuster der Distanzierung wird Dallow laut Kiewitz aber schuldig.

### Erstausgabe und zugleich verwendete Ausgabe
- Christoph Hein: Der Tangospieler. Erzählung. 206 Seiten. Leinen. Aufbau Verlag, Berlin, Weimar 1989. ISBN 3-351-01489-9

### Ausgaben
- Der Tangospieler. Roman. 217 Seiten. Pappband. Luchterhand, Frankfurt am Main 1989, Sammlung Luchterhand (Band 982), ISBN 3-630-61982-7
- Der Tangospieler. Roman. 181 Seiten. Suhrkamp, Frankfurt am Main 2002. Suhrkamp Taschenbuch (Band 3477), ISBN 3-518-39977-2

### Sekundärliteratur
- Klaus Hammer (Hrsg.): „Chronist ohne Botschaft. Christoph Hein. Ein Arbeitsbuch. Materialien, Auskünfte, Bibliographie.“ 315 Seiten. Aufbau-Verlag, Berlin 1992, ISBN 3-351-02152-6 (S. 113–146)
- Wilfried Barner (Hrsg.): Geschichte der deutschen Literatur. Band 12: Geschichte der deutschen Literatur von 1945 bis zur Gegenwart. 1116 Seiten. Beck, München 1994. ISBN 3-406-38660-1
- „Der Tangospieler - Die implizite Justizkritik im Künstlerroman“. S. 235–265 in Christl Kiewitz: „Der stumme Schrei. Krise und Kritik der sozialistischen Intelligenz im Werk Christoph Heins.“ 308 Seiten. Stauffenburg Verlag, Tübingen 1995 (Diss. Universität Augsburg 1994), ISBN 3-86057-137-0 (S. 196–234)
- „Allegorie und Allegorisierung“. S. 115–120 in Terrance Albrecht: „Rezeption und Zeitlichkeit des Werkes Christoph Heins.“ 191 Seiten. Peter Lang, Frankfurt am Main 2000, ISBN 3-631-35837-7

## Verfilmung
Roland Gräf hat die Erzählung 1991 mit Michael Gwisdek als Dallow und Corinna Harfouch als Elke verfilmt.